# コンプレックス (アーティスト)
コンプレックス（Komprex）とは、ハードコアテクノ、特にスピードコアのDJ／プロデューサーである。イタリアのラ・スペツィア出身。